# Zeewater

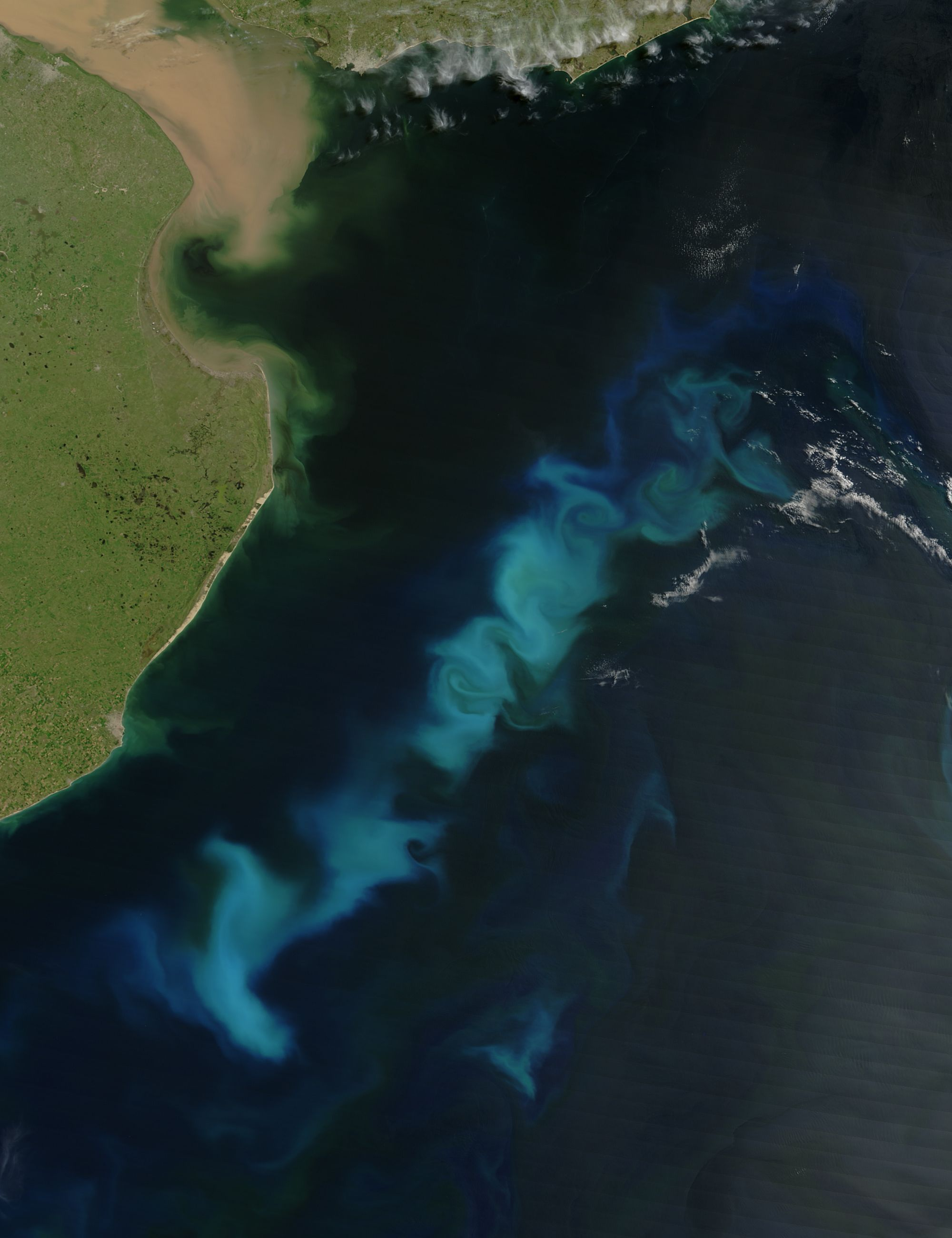
Planktonbloei van fytoplankton in de Atlantische Oceaan voor de kust van Argentinië. Fytoplankton is de belangrijkste producent van zuurstof op aarde.

Zeewater is het zoute water dat in zeeën en oceanen voorkomt. Het onderscheidt zich van zuiver water door het grote aantal erin opgeloste stoffen, zoals anorganische vaste stoffen, organische stoffen en gassen. Daarnaast bevat zeewater ook zwevend materiaal als slibdeeltjes en plankton.

## Zoutgehalte

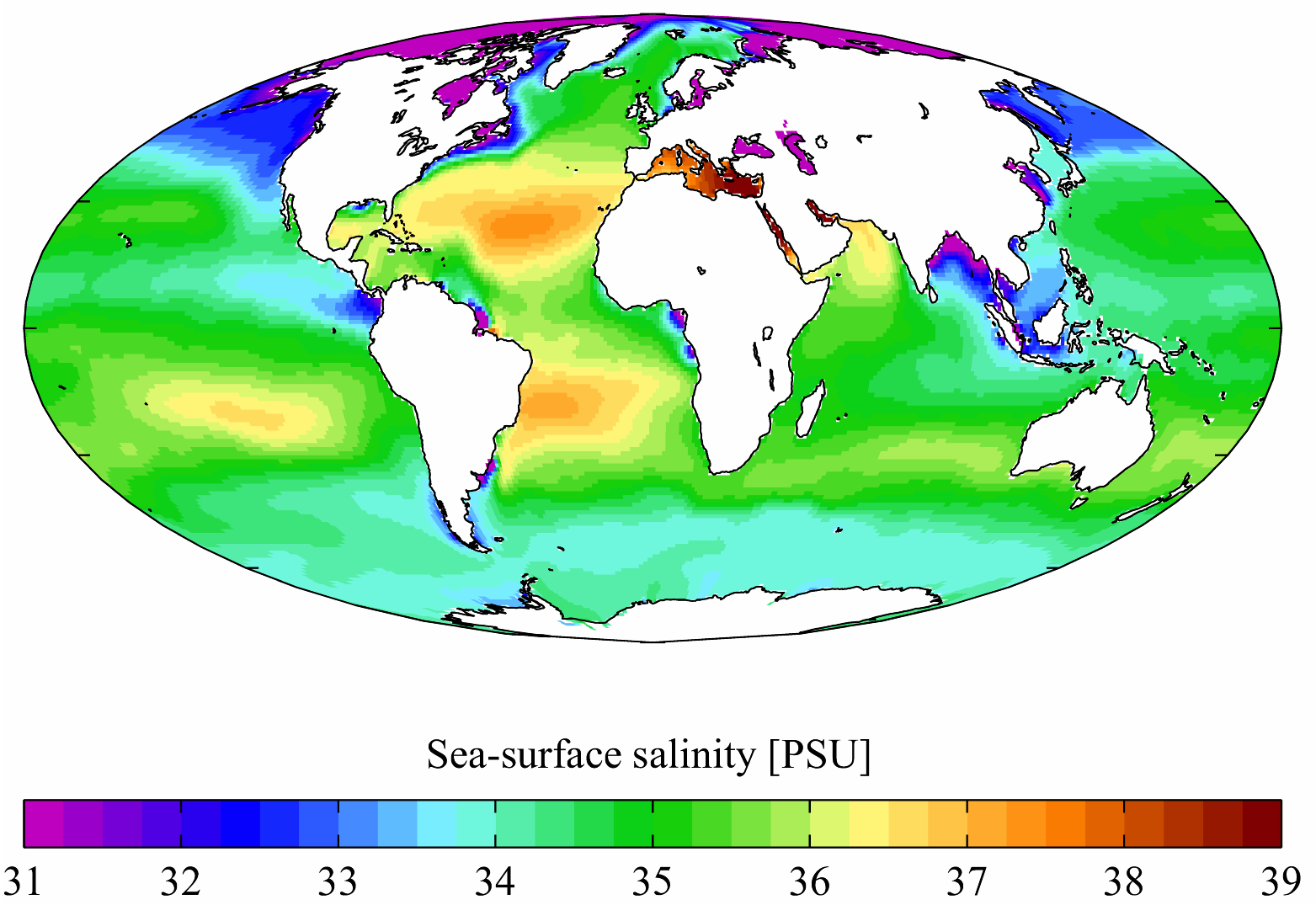
Het jaarlijks gemiddelde van de saliniteit van zeewater aan de oppervlakte.

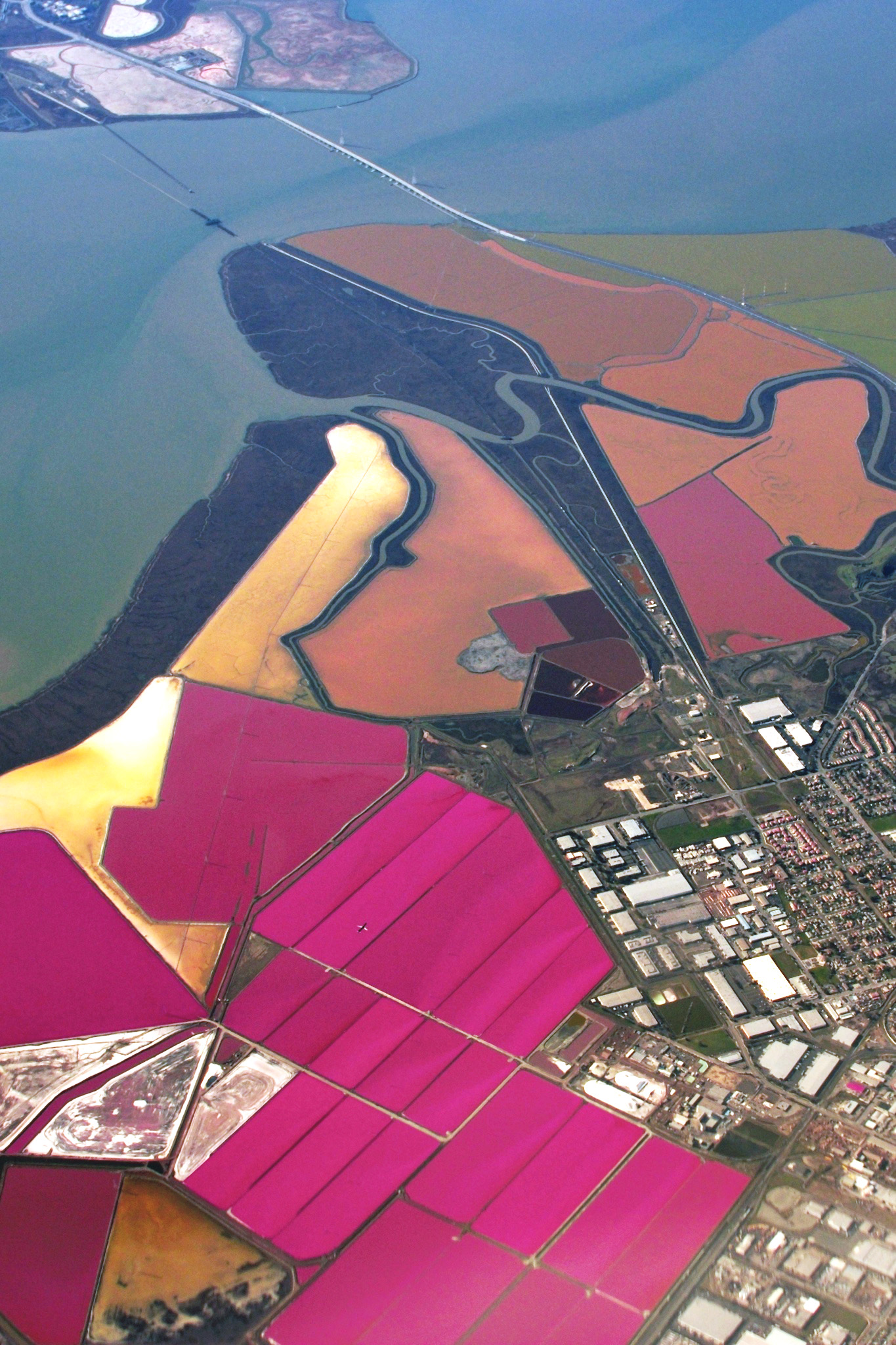
Zoutpannen in de Baai van San Francisco.

Zeewater bevat diverse zouten in opgeloste toestand en is daarmee ongeschikt als drinkwater. Het zoutgehalte of saliniteit wordt in promilles (‰) uitgedrukt. In 1 liter zeewater komen gemiddeld de volgende hoeveelheden zouten voor:
- 24 gram natriumchloride (NaCl)
- 5 gram magnesiumchloride (MgCl2)
- 4 gram natriumsulfaat (Na2SO4)
- 0,8 gram magnesiumbromide (MgBr2)
- 0,7 gram calciumchloride (CaCl2)

De hoeveelheid zouten bedraagt dus gemiddeld 34,5 gram per liter zeewater, oftewel 34,5‰ (m/m). Een emmer met een inhoud van 10 liter zeewater bevat daarmee ongeveer twee volle koffiekoppen zeezout. Het zoutgehalte is echter niet overal gelijk. De hoogste zoutgehalten komen voor in de subtropische gordels, namelijk 36,3‰. Langs de evenaar is het minder, ondanks de grote verdamping: 34,3‰. Dit wordt veroorzaakt door de grote regenval. De Middellandse Zee heeft een hoger zoutgehalte, toenemend van west naar oost, met in het oostelijk deel circa 39‰. De Rode Zee heeft met 41 tot 42‰ het hoogste zoutgehalte voor open zeeën.
In enkele gesloten zeeën wijkt het zoutgehalte sterk af van dat van de open zeeën. Zo is de saliniteit van de Dode Zee met 337‰ zo'n 10 keer zo hoog als die van oceaanwater, terwijl de Kaspische Zee met een gemiddeld zoutgehalte van 12‰ veel minder zout is dan 'gewone' zeeën. Op hoge breedtegraden is het zoutgehalte belangrijk lager, vooral in de omgeving van de polen. Dit komt door de geringe verdamping en het vele smeltwater. Bij de Noordpool ook door het vele zoete water dat wordt aangevoerd door de grote Siberische rivieren. Ook de Oostzee is minder zout, minder dan 25‰, doordat er veel rivieren in uitstromen en er weinig verdamping is. Het noorden van de Botnische Golf kan zelfs zoet worden genoemd.
In de Noordzee schommelt het zoutgehalte tussen 34‰ en 35‰. Vlak onder de kusten - waar grote rivieren zoet water in de zee brengen - is het zoutgehalte lager. Voor de Belgische kust bedraagt de saliniteit van west naar oost van ongeveer 34‰ tot 31‰. Aan de Nederlandse kust en in de Duitse Bocht is het lager dan 30‰. 

### Elektrische geleiding
Zeewater is door het zout een goede elektrische geleider. Hoe hoger de temperatuur of het zoutgehalte, hoe lager de weerstand. Bij een zoutgehalte van 35‰ en een temperatuur van 15 °C is de soortelijke geleidbaarheid circa 42 mS/cm.

### Zouttolerantie
Sommige organismen zijn zeer tolerant wat saliniteit betreft. Dergelijke dieren of planten noemt men euryhalien of bij planten ook halophyten. Een voorbeeld van een euryhaliene vis is de bot (vis) (Platichthys flesus), die zowel in volle zee als in (tamelijk zoete) estuaria wordt aangetroffen.
Als organismen strikt aan een bepaald zoutgehalte zijn gebonden, noemt men hen stenohalien. Veel stekelhuidigen zijn stenohalien en komen zelden of nooit voor in brak of zoet water.

#### Menselijke zouttolerantie
Normaal gesproken is een slok zeewater niet schadelijk, en alleen maar erg zout. Maar voor iemand die lange tijd zonder drinkwater op zee zit, is het drinken van zeewater zeer schadelijk. Bij schipbreukelingen en anderen die lange tijd op zee zitten zonder drinkwater, kan het verleidelijk zijn om zeewater te drinken. Wanneer iemand echter al enige tijd geen zoet water gedronken heeft, raakt het menselijk lichaam uitgedroogd. Wanneer dan zeewater gedronken wordt, is het lichaam niet meer in staat om het zout uit het lichaam te spoelen. Daardoor kan zoutvergiftiging ontstaan, wat o.a. waanvoorstellingen kan veroorzaken. Door zeewater te drinken verkleinen schipbreukelingen hun overlevingskansen dan ook snel.

### Ontzilting
Het is mogelijk om zeewater door middel van omgekeerde osmose om te zetten in drinkbaar water. Het water wordt dan onder hoge druk door een halfdoorlatend vlies geperst. De osmotische waarde van zeewater bedraagt ongeveer 30 bar en is dus vrij hoog. Een nadeel van de methode is - naast het hoge energieverbruik - dat de ontzilting nooit helemaal perfect is. Wanneer er ontzilt water gebruikt wordt voor bevloeiing, kan dat tot langzame opeenhoping van zout op de velden leiden.
Een andere methode is vacuümdestillatie, waarbij de druk boven de te destilleren oplossing wordt verlaagd tot onder de atmosferische druk. Hierdoor is het mogelijk om vloeistoffen bij een lagere temperatuur te destilleren. Dit wordt veel gebruikt voor de drinkwaterbereiding aan boord van schepen of op plaatsen met een groot gebrek aan zoet water.

## Opgeloste gassen

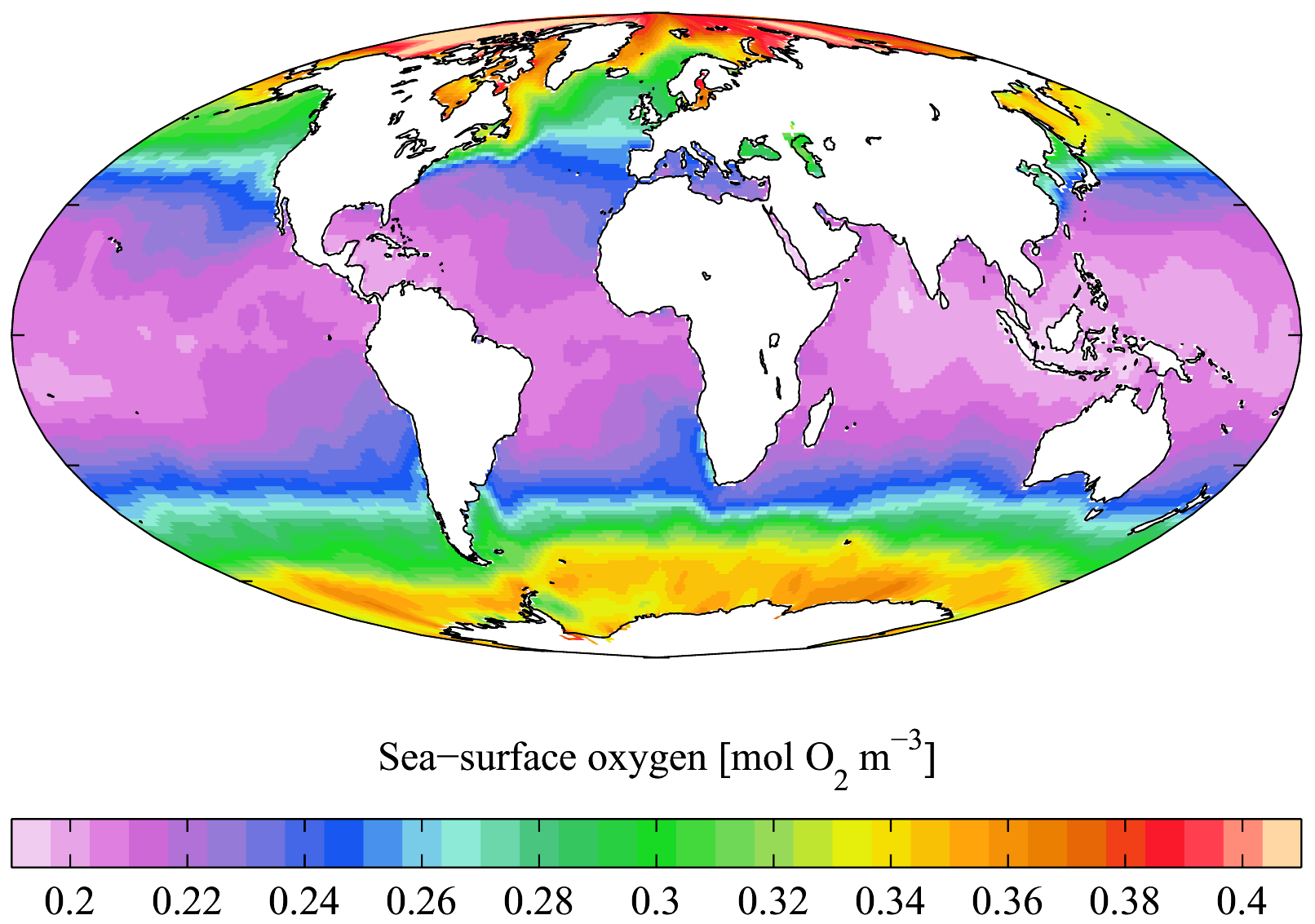
Gemiddelde opgeloste zuurstof

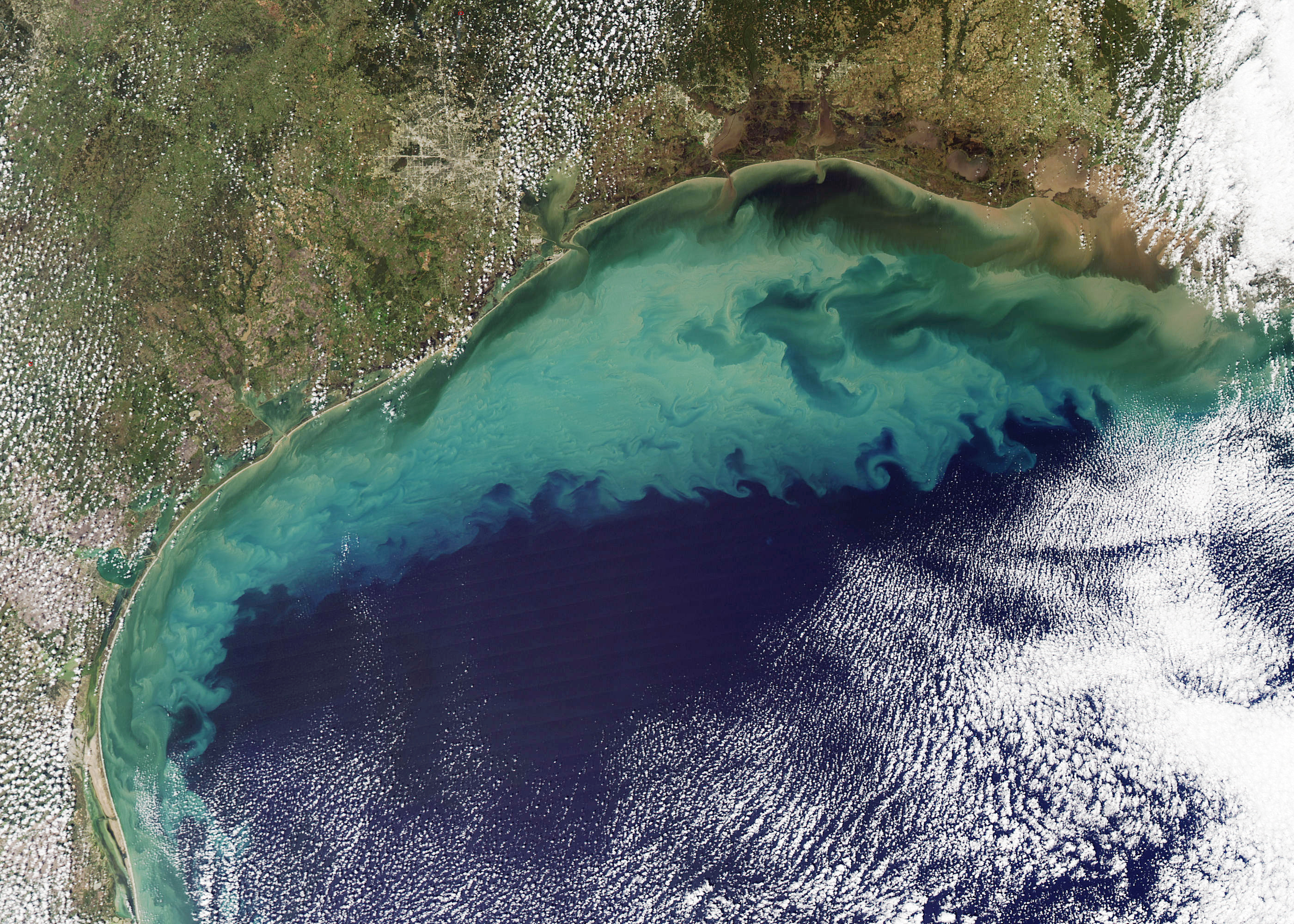
Sedimentpluimen in de Golf van Mexico

Water kan opgeloste gassen bevatten. Gassen die in de atmosfeer voorkomen, komen ook voor in zeewater, maar wel in andere volumeverhoudingen. Het vermogen van water om gas op te nemen is temperatuurafhankelijk. Koud water kan meer gassen opnemen dan warmer water.
Stikstof, koolstofdioxide en zuurstof zijn belangrijke gassen voor de biologische processen. Stikstof komt tweemaal zoveel voor in water als zuurstof. Hiermee worden eiwitten aangemaakt. Uit koolstofdioxide en water maken groene planten en het plantaardig plankton met behulp van zonlicht koolhydraten. Dit suiker en zetmeel maken ze met hun bladgroen. Hierbij komt zuurstof vrij, waar de dierenwereld van leeft. De meeste waterbewoners zijn daarom uitgerust met kieuwen. Hierdoor zijn ze in staat de in het water voorkomende zuurstof op te nemen.
Zuurstof lost vrij goed op in water. Per liter zeewater komt er 5 tot 8 cm³ opgeloste zuurstof voor. Dit hangt af van het zoutgehalte en de temperatuur: minder bij hoge en meer bij lage temperatuur. Door het intensieve contact met de lucht zijn de bovenste waterlagen van de zee met zuurstof verzadigd. De voornaamste bron van zuurstof is echter het plantaardig plankton, het fytoplankton.

## Andere stoffen en plankton
Vooral bij riviermondingen bevat het water nog silt en klei. Naarmate de stroomsnelheid afneemt, zullen deze bezinken en afgezet worden. Meestal nog in de rivier zal het grove materiaal als grind en zand sedimenteren, rond de monding gevolgd door de fijnere deeltjes die in suspensie worden vervoerd, als silt en klei. Zelfs nog met deze deeltjes zal het zoete rivierwater lichter zijn dan het zoute zeewater, zodat vooral bij rivierdominante delta's menging en daarmee bezinking pas laat optreedt, zodat het sediment relatief ver afgezet wordt.
Daarnaast bevat het zeewater organische stoffen. Die bestaan onder meer uit resten van afgestorven planten en dieren. Wat niet wordt opgegeten, zakt langzaam naar de bodem (detritus). Plankton zijn organismen die voornamelijk zwevend en drijvend in het water leven, en zodoende voor hun verplaatsing voornamelijk afhankelijk zijn van de heersende stromingen. Waar fytoplankton in het geheel niet in staat is zich voort te bewegen, komen er onder het zoöplankton, het dierlijk plankton, wel soorten voor die enigszins kunnen zwemmen, maar niet voldoende om tegen de heersende waterbewegingen in te gaan. Het fytoplankton komt door de behoefte aan zonlicht vooral in de bovenste 100 meter voor.

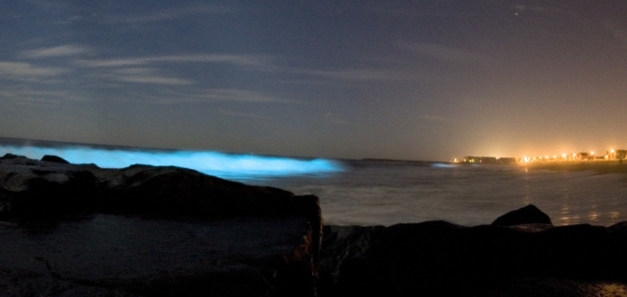
Bioluminescentie van brekende golven door dinoflagellaten

### Bioluminescentie
Bioluminescentie veroorzaakt lichtgevende effecten van zeewater. Het komt vooral voor in warmere gebieden met maxima in augustus in de Arabische Zee en het voorjaar en de zomer in de Noord-Atlantische Oceaan. Het manifesteert zich op verschillende manieren. Zo wordt in de Arabische Zee wel een melkachtige zee waargenomen, maar ook roterende spaken en banden van licht komen voor.

## Natuurkundige eigenschappen

### Licht
Licht is een belangrijke factor in de levende natuur, zowel op het land als in de zee. In beide gebieden vormen de groene planten de eerste schakel in de voedselketen. Immers, met behulp van licht bouwen zij hun organische stoffen op, waarbij koolzuurgas, water en voedingszouten de grondstoffen zijn. Alleen waar voldoende zonlicht in het water doordringt, kunnen de planten en het plankton deze arbeid verrichten, mits er voldoende voedingszouten voorkomen.
Van het zonlicht wordt ongeveer 15% teruggekaatst door het spiegelende oppervlak, een ander deel wordt opgenomen door zowel absorptie als door verstrooiing. Gemiddeld is er  door deze verzwakking op 10 meter diepte nog maar 10% over van het aan het oppervlak binnenkomende licht, terwijl dit op 100 m is afgenomen tot slechts 0,000 75%, wat overeenkomt met maanlicht. Op 150 m diepte is het zo donker als tijdens een maanloze nacht.
De verzwakking neemt toe van kleinere naar grotere golflengten, dus van violet naar rood. Infrarode warmtestraling dringt vrijwel niet door in water, net als radiogolven, zodat radiocommunicatie onder water niet mogelijk is.

### Kleuren
Zuiver water heeft een blauwe kleur, net als bij de blauwe lucht veroorzaakt door de Rayleighverstrooiing. De rode golflengten in het zonlicht worden het eerst in het water geabsorbeerd door slibdeeltjes, plankton en door het water zelf. Blauw wordt het meest verstrooid, maar het minst geabsorbeerd. In zeer helder water is tot op een diepte van 580 meter blauw licht waargenomen.
Blauw licht wordt bovendien het sterkst verstrooid in water waarin zeer weinig fijne deeltjes zweven, waardoor dit water blauw ziet. Blauw zeewater is dan ook arm aan organismen en organische afvalstoffen, de woestijnkleur der oceanen, zoals bij de Sargassozee. Troebel water weerkaatst de groene en gele golflengten, zodat het water groene tinten aanneemt. Zeer troebel water ziet grijs. Ook de soort plankton heeft invloed op de kleur van het water. Onder invloed van toenemende zonnestraling en warmte kan sterk toenemende groei optreden van het fytoplankton, planktonbloei genoemd, met een bruinachtig groene kleur tot gevolg, soms ook roodbruin. Vaak komt dit door zeer grote hoeveelheden micro-organismen aan het oppervlak, wat de Rode Zee zijn naam heeft gegeven.
De helderheid wordt bepaald door te kijken hoe diep men een witte schijf van 30 cm doorsnee, de zogenaamde Secchi-schijf, nog kan zien. Aan de Noordzeekust en in de Oostzee verdwijnt deze al op 10 tot 13 meter uit het zicht, in de open Noordzee op 13 à 20 meter en in de heldere tropenzee op 80 meter. In de diepere delen van de Noordzee is het bodemwater, vooral in de zomer, veel kouder dan het oppervlaktewater. De gemiddelde temperatuur van de Noordzee bedraagt 's winters 5 à 6 °C en in de zomer 14 à 15 °C in de hogere waterlagen. Vooral dicht bij het land kunnen de temperaturen tot boven 17 °C oplopen.

### Dichtheid

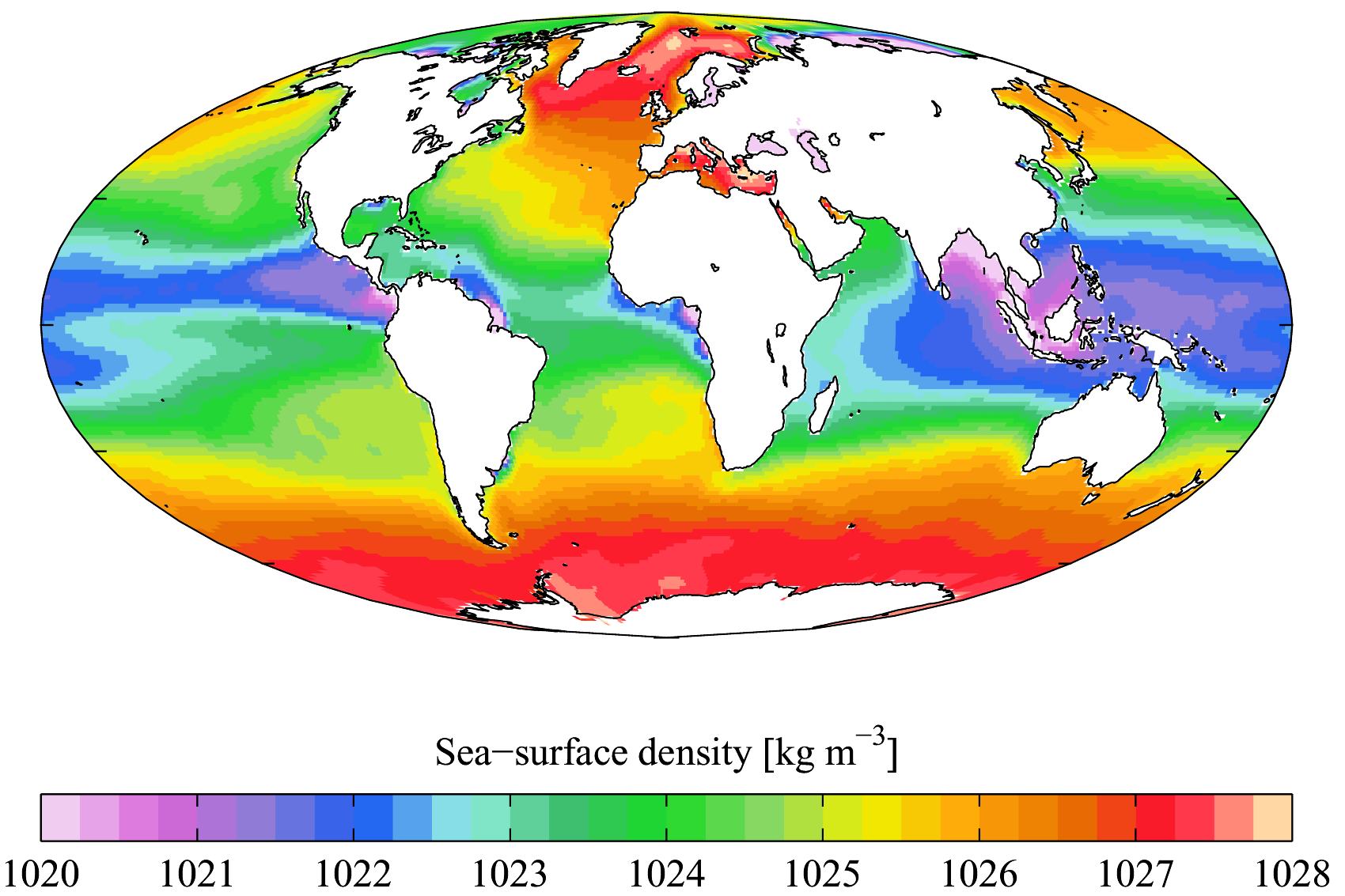
Gemiddelde zeewaterdichtheid aan het oppervlak.

De dichtheid van zeewater is afhankelijk van temperatuur, saliniteit (zoutgehalte) en druk en varieert op open zee van 1021 tot 1027,5 kg/m³ aan de oppervlakte, toenemend van de evenaar tot de polen. In kustgebieden komen lagere waardes voor, vooral bij rivierdelta's. Op grote dieptes gaat ook de invloed van druk een rol spelen en komen dichtheden van 1070 kg/m³ voor.
De dichtheid van water kan benaderd worden met:blz 1.4
{\displaystyle \rho =1000+0,805S-0,0166|{t-4+0,212S}|^{1,69}}
waarin:   
{\displaystyle \rho } dichtheid van water in kg/m3
{\displaystyle S} zoutgehalte (saliniteit) in ‰
{\displaystyle t} temperatuur in°C
De dichtheid van zoet water is maximaal bij een temperatuur van 4 °C, bij hogere en lagere temperaturen wordt de dichtheid kleiner. De maximale dichtheid van zeewater ligt echter niet bij 4 °C. Bij toenemende saliniteit neemt ook de dichtheid toe. Bij een saliniteit van meer dan 24,7‰ neemt de dichtheid van het zeewater toe tot aan het vriespunt. Doordat het vriespunt van zeewater lager ligt en doordat het zwaarder wordt naarmate het vriespunt nadert, vriest de zee niet zo snel dicht. Waar zoet water beneden een temperatuur van 4 °C lichter is en blijft drijven, zal zeewater bij afkoeling naar beneden zinken en vervangen worden door warmer water. Hierdoor treedt menging op en zakt de temperatuur redelijk gelijkmatig op alle diepten.
De dichtheid van zeewater is van invloed op de diepgang van een schip.

### Temperatuur

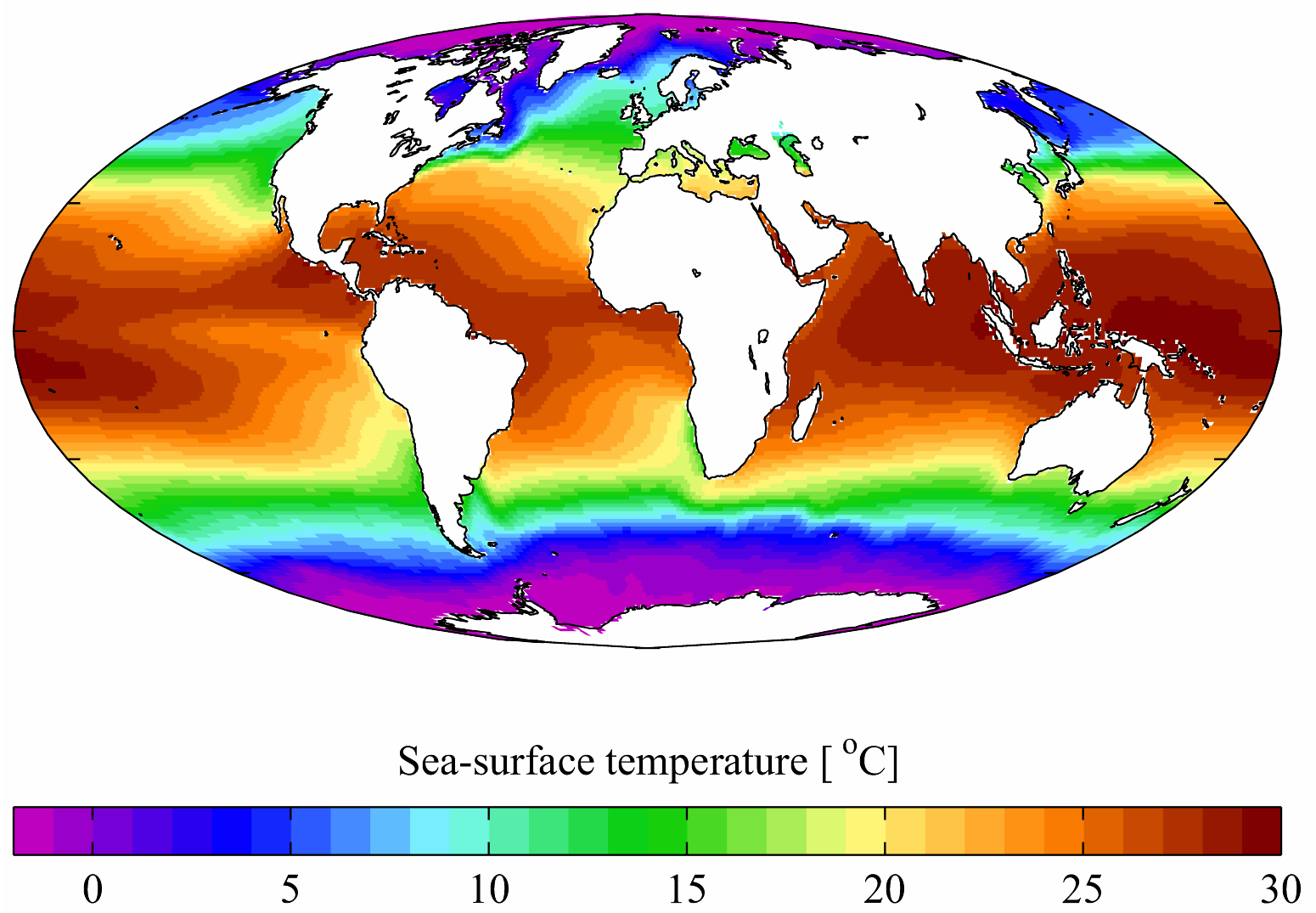
Gemiddelde zeewatertemperatuur aan het oppervlak

Van de evenaar naar de polen neemt de zeewatertemperatuur aan het oppervlak over het algemeen af. Doordat chemische reacties over het algemeen trager verlopen bij lagere temperaturen, verloopt hier ook het corrosieproces trager. Terwijl de laagste zeewatertemperaturen worden aangetroffen in de ijsgebieden rond de poolstreken, zijn de hoogste temperaturen gemeten in vrijwel afgesloten randzeeën als de Rode Zee en de Perzische Golf, waar temperaturen voorkomen van 35 °C. Dit patroon wordt echter sterk beïnvloed door de warme en koude zeestromen. Deze stromingen hebben abrupte temperatuurgrenzen. Koud water bevat meer zuurstof en voedingsstoffen en daarmee meer organismes, iets wat duidelijk wordt bij de vissterfte door de onderbreking van de koude opwelling tijdens El Niño.
De temperatuur verloopt niet alleen met de breedte, maar ook met de diepte. Daarbij kan onderscheid gemaakt worden tussen drie lagen:
1. De oppervlaktelaag is over het algemeen iets minder dan 200 meter dik. In deze laag is de jaarlijkse gang merkbaar die optreedt door verschillen in zonnestraling en luchttemperatuur. Op de gematigde breedten is tijdens de winter door de vele stormen de menging van de oppervlaktelaag dusdanig dat deze vrijwel isotherm is. Met de opwarming in het voorjaar ontstaat er een oppervlaktelaag waar de temperatuur met de diepte afneemt;
2. De permanente thermocline is een overgangslaag waar de temperatuur met toenemende diepte over een korte afstand zeer sterk verandert. Dit kan over enkele meters 5 à 10 °C bedragen. Hierdoor zijn er boven en onder de thermocline grote verschillen in dichtheid waar onderzeeërs gebruik van maken om geluid af te schermen. De thermocline ligt op de diepte tot waar de zwaarste stormen invloed hebben. In de poolstreken ontbreekt de permanente thermocline doordat daar geen verwarming van het water plaatsvindt;
3. In de diepzee onder de permanente thermocline neemt de temperatuur geleidelijk af met de diepte. Op dieptes van meer dan 2000 m is de temperatuur in alle zeeën een paar graden boven nul of minder.

#### Vriespunt
Het vriespunt daalt vrijwel lineair met toenemende saliniteit. Bij een zoutgehalte van 0 heeft water een vriespunt van 0,0 °C, terwijl dit bij een zoutgehalte van 35‰ op −1,9 °C ligt.

### Geluid
De geluidssnelheid in zeewater is afhankelijk van het zoutgehalte, temperatuur en druk en ligt tussen 1450 à 1550 m/s. Toename van elk van deze grootheden doet de snelheid toenemen.

### Druk
Bij iedere meter dieper in het zeewater neemt de druk met 0,1026 kg/cm2 toe. De atmosferische druk is ongeveer 1 kg/cm2, zodat de totale druk op 9,75 meter diepte ongeveer twee maal zo groot is als de druk aan de oppervlakte. Met golven varieert de waterdiepte, wat de druk beïnvloedt. Dit effect neemt met de diepte af tot het op 100 meter verwaarloosbaar is voor gemiddelde golven en op 200 meter voor stormgolven.